# Aero Commander 500
El Aero Commander 500 es una familia de aviones ligeros propulsados por motores tanto de pistón como turbohélice, originalmente construida por la Aero Design and Engineering Company a finales de los años 40 del siglo XX, rebautizada como Aero Commander Company en 1950, y convertida en una división de Rockwell Internacional en 1965. La versión de producción inicial fue el Aero Commander 520 de siete asientos y una velocidad de 322 km/h. Una versión mejorada, el 500S, fabricada después de 1967, es conocida como Shrike Commander. Las variantes mayores son bien conocidas por numerosos nombres de modelos y designaciones, variando hasta el 695B/Jetprop 1000B, de 532 km/h, once asientos y motor turbohélice.

## Diseño y desarrollo

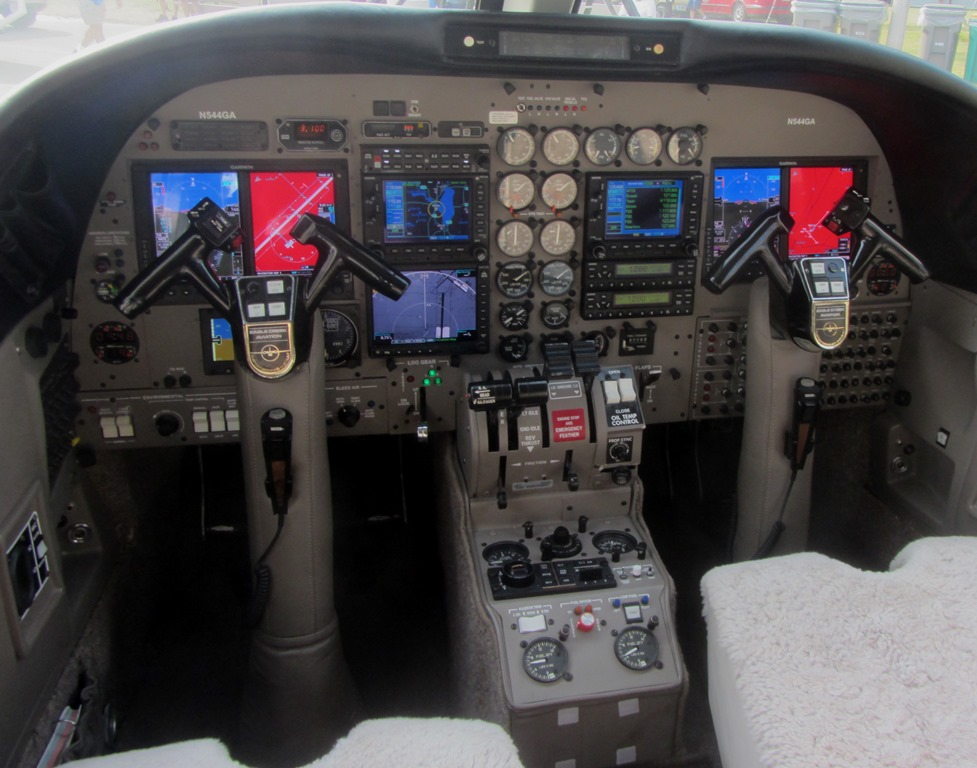
Panel actualizado del Aero Commander.

La idea del bimotor de negocios ligero Commander fue concebida por Ted Smith, un ingeniero de proyecto de la Douglas Aircraft Company. Trabajando a tiempo parcial fuera de horario durante 1944, un grupo de ingenieros del A-20 formaron la Aero Design and Engineering Company para diseñar y construir la aeronave propuesta con un diseño similar al de su bombardero A-20. Originalmente, la nueva compañía iba a construir tres aeronaves de preproducción, pero cuando la primera aeronave estaba siendo construida, decidieron construir solo un prototipo. La configuración final fue completada en julio de 1946 y fue designada Model L3805.
Registrado NX1946, el prototipo voló por primera vez el 23 de abril de 1948. El L3805 llevaba hasta cinco personas y estaba propulsado por dos motores de pistón Lycoming O-435-A, era un monoplano de ala alta totalmente metálico con tren de aterrizaje retráctil que utiliza componentes de un Vultee BT-13 Valiant. El planeado segmento de mercado para que este avión se vendiera era a pequeñas aerolíneas regionales y estaba originalmente diseñado para llevar siete pasajeros, pero en su lugar encontró uso en el mercado de los aviones comerciales privados y militares. Walter Beech probó el avión en 1949 y expresó interés en comprar el proyecto, pero no lo hizo; en cambio desarrolló el Beechcraft Twin Bonanza. Fairchild Aircarft también evaluó el prototipo en su sede en Hagerstown (Maryland).
El prototipo voló exitosamente y la compañía arrendó, sin coste, una nueva fábrica de 2415,48 m² en Bethany, cerca de Oklahoma City, para construir una versión de producción, certificada el 30 de junio de 1950. Se invirtieron casi 10 000 horas de trabajo de rediseño en el modelo, incluyendo motores Lycoming GO-535-C2 más potentes, con una potencia combinada de 520 hp. El modelo de producción fue bautizado Commander 520. El primer Commander 520 salió de la fábrica en agosto de 1951. El número de serie 1 fue usado como demostrador, y luego vendido en octubre de 1952 a la Ashai Shimbun Press Company de Tokio.

## Historia operacional
En servicio militar, fue inicialmente designado L-26, luego en 1962 cambió a U-4 para la Fuerza Aérea de los Estados Unidos, y U-9 para el Ejército de los Estados Unidos.
Bajo propiedad de Rockwell en los años 60, el piloto de la Segunda Guerra Mundial R. A. "Bob" Hoover realizó demostraciones del Shrike Commander 500S durante décadas, incluyendo acrobacias con un solo motor y sin motores. Su Shrike Commander es exhibido con los colores de su último patrocinador, Evergreen Internacional Aviation, en el Centro Steven F. Udvar-Hazy del Museo del Aire y del Espacio Smithsoniano. Bob Odedgaard continuó la tradición en 2012, volando un Shrike 500S del año 1975 en una rutina tributo a Bob Hoover.
Un U-4B se convirtió en un avión de transporte presidencial para Dwigh D. Eisenhower entre 1956 y 1960. Este fue el "Air Force One" más pequeño y el primero en usar los ahora familiares colores distintivos azul y blanco.
En 2004, quedaban en servicio Shrike Commander con la Guardia Costera de los Estados Unidos y el Servicio Aduanero de los Estados Unidos.
Un solo 560F fue operado por la Fuerza Aérea Belga como transporte personal del rey Balduino de Bélgica de 1961 a 1973.
El despresurizado 680FL de fuselaje largo fue operado como pequeño carguero por Combs Freightair en los años 70 y 80, y por Suburban Air Freight en los años 80 y 90. La aeronave era popular entre los pilotos, porque es extremadamente "amigo del piloto" y con sus motores sobrealimentados de 380 hp se comportaban bien en condiciones meteorológicas de congelamiento. Todavía opera cierta cantidad en contratos de carga y de control de incendios, ya que sus motores de pistón ofrecen buenas prestaciones de combustible a baja altitud y más tiempo de permanencia en zona.
En 1982 tendría una participación breve en la guerra de las Malvinas, cuando 3 Aerocommander 500 serían utilizados por el Escuadrón Fenix, matrículas T-132, T-133 y T-134, para realizar misiones de exploración y reconocimiento sobre el territorio, incluyendo la pre cordillera y sobre el mar argentino. Incluían la identificación de barcos, obtención de información estratégica, búsqueda y salvamento, patrullaje marítimo y de la costa argentina en busca de posibles desembarcos, transporte de personal, transporte de material bélico y sanitario, y otros vuelos, que significaron un gran apoyo operativo a las fuerzas armadas.

## Variantes

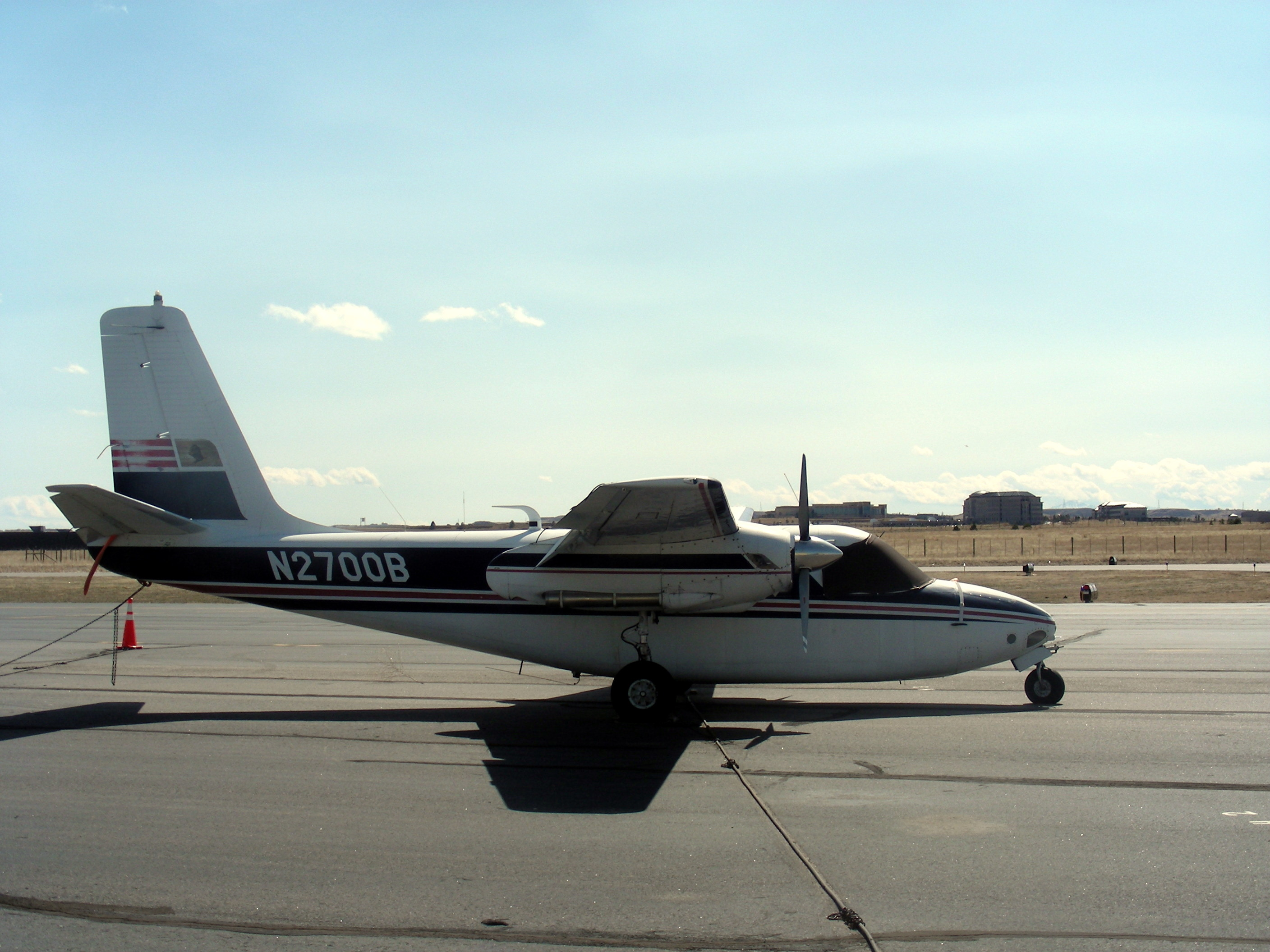
Aero Commander 560 en el Aeropuerto Centenario.

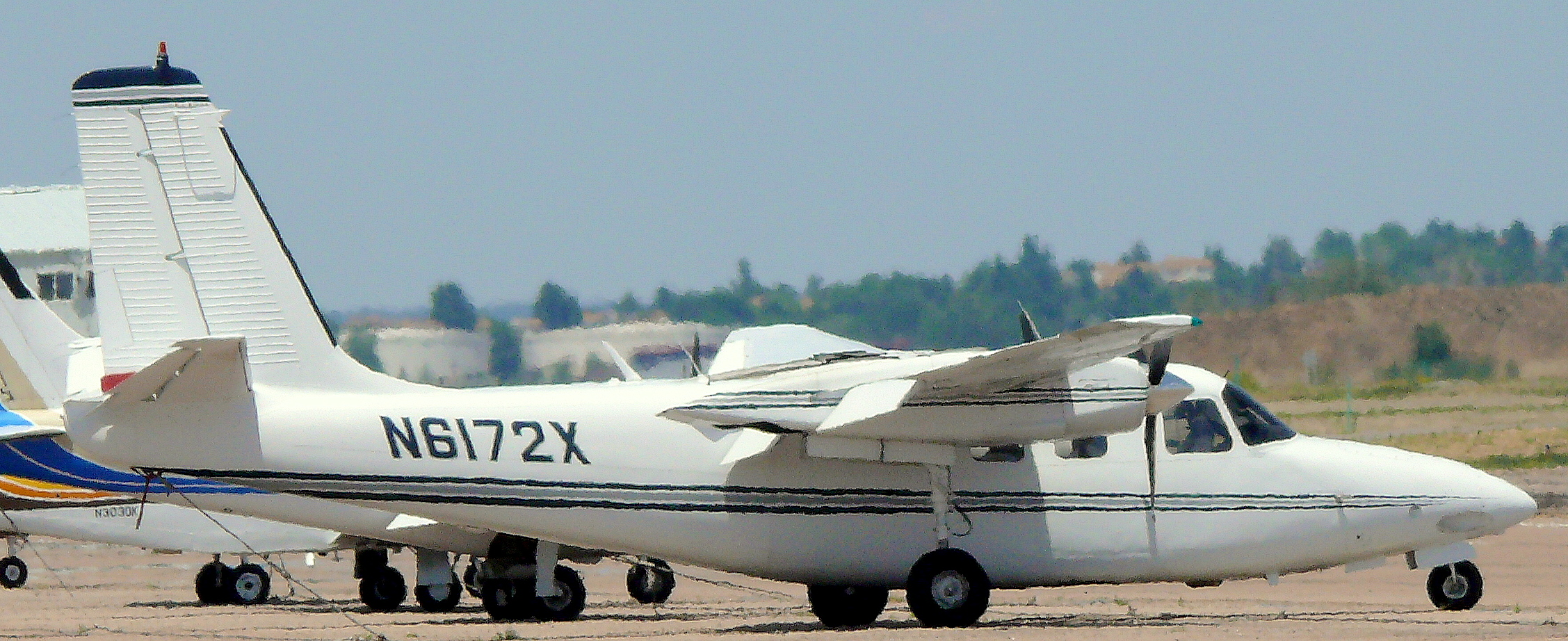
Aero Commander 500-B en el Aeropuerto de Colorado Springs.

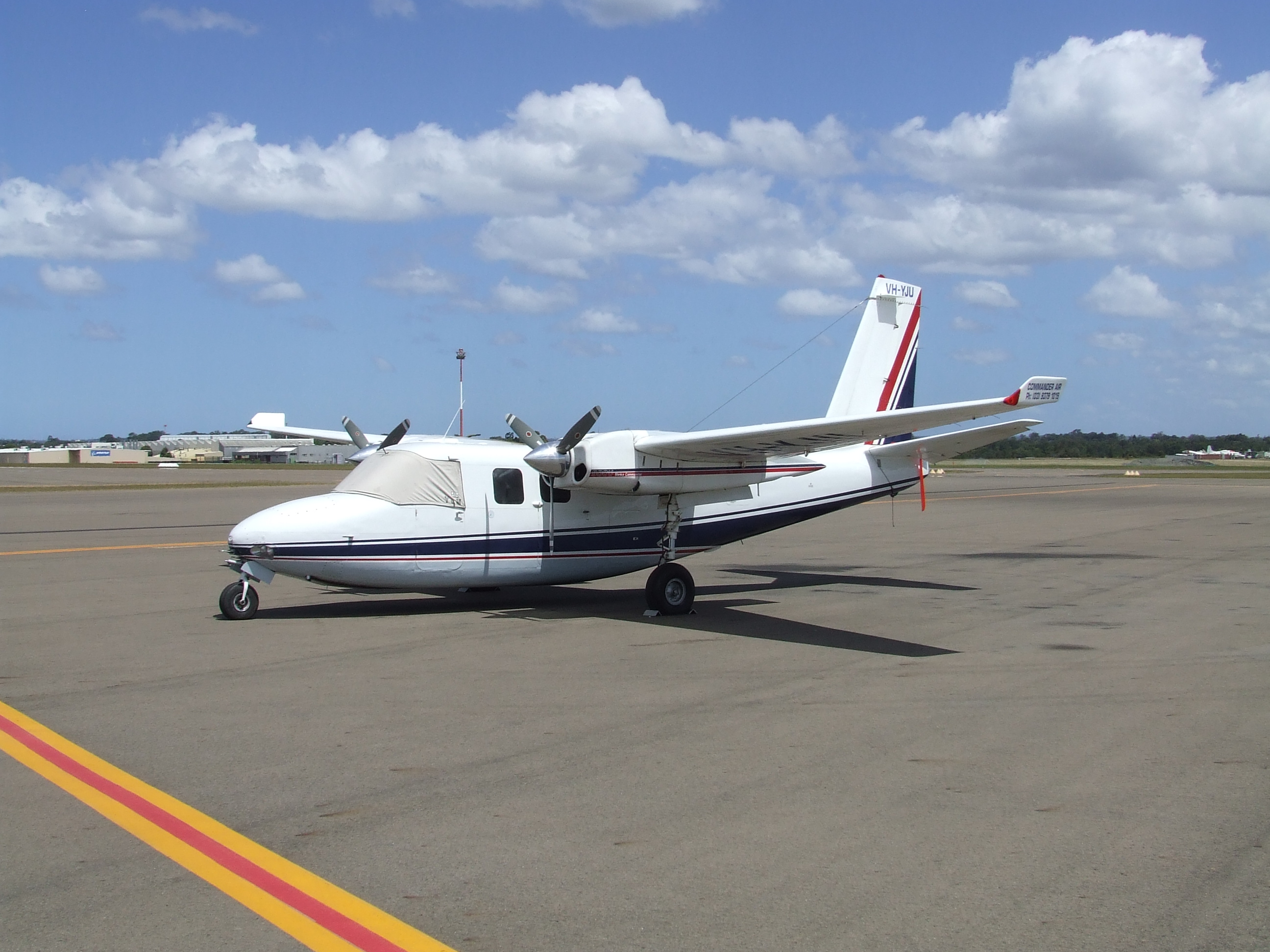
Aero Commander 500U Shrike Commander.

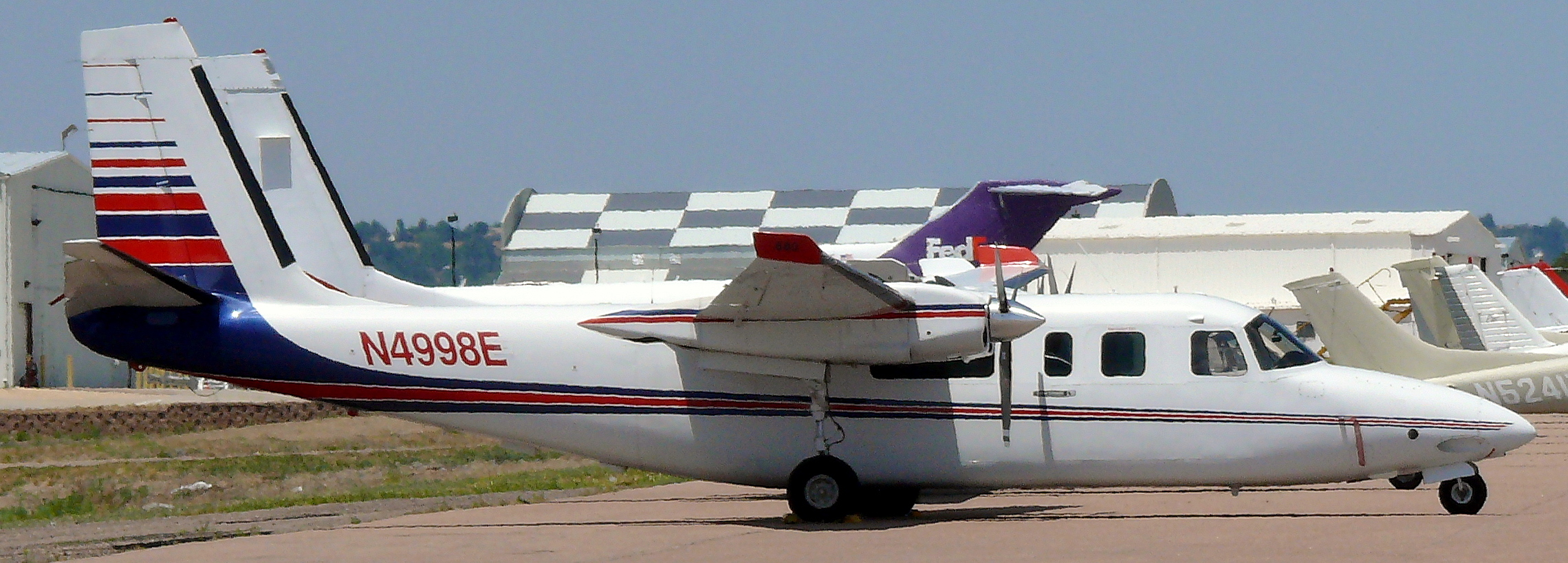
Aero Commander 680FL en el Aeropuerto de Colorado Springs.

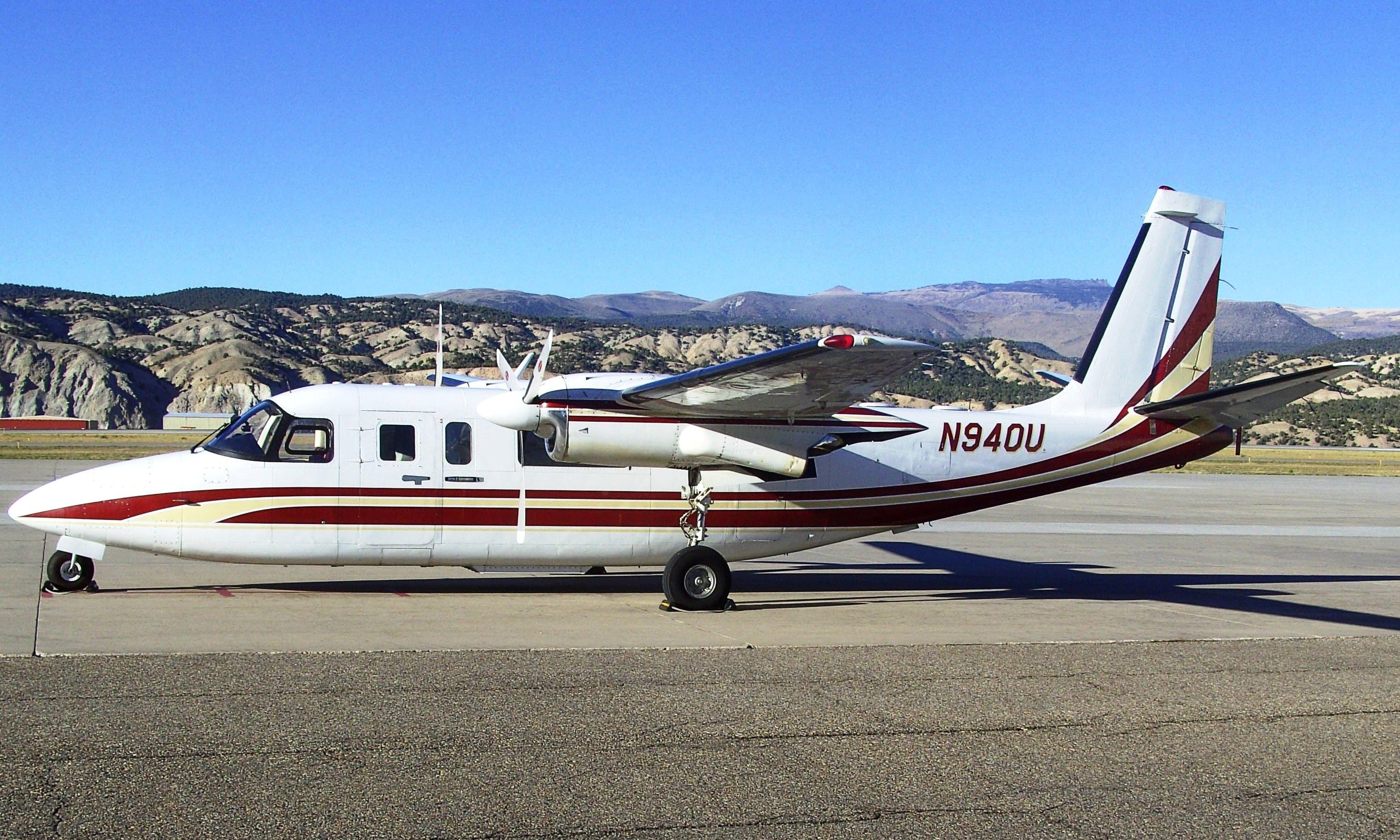
Aero Commander 680W en el Aeropuerto Regional del Condado de Eagle.

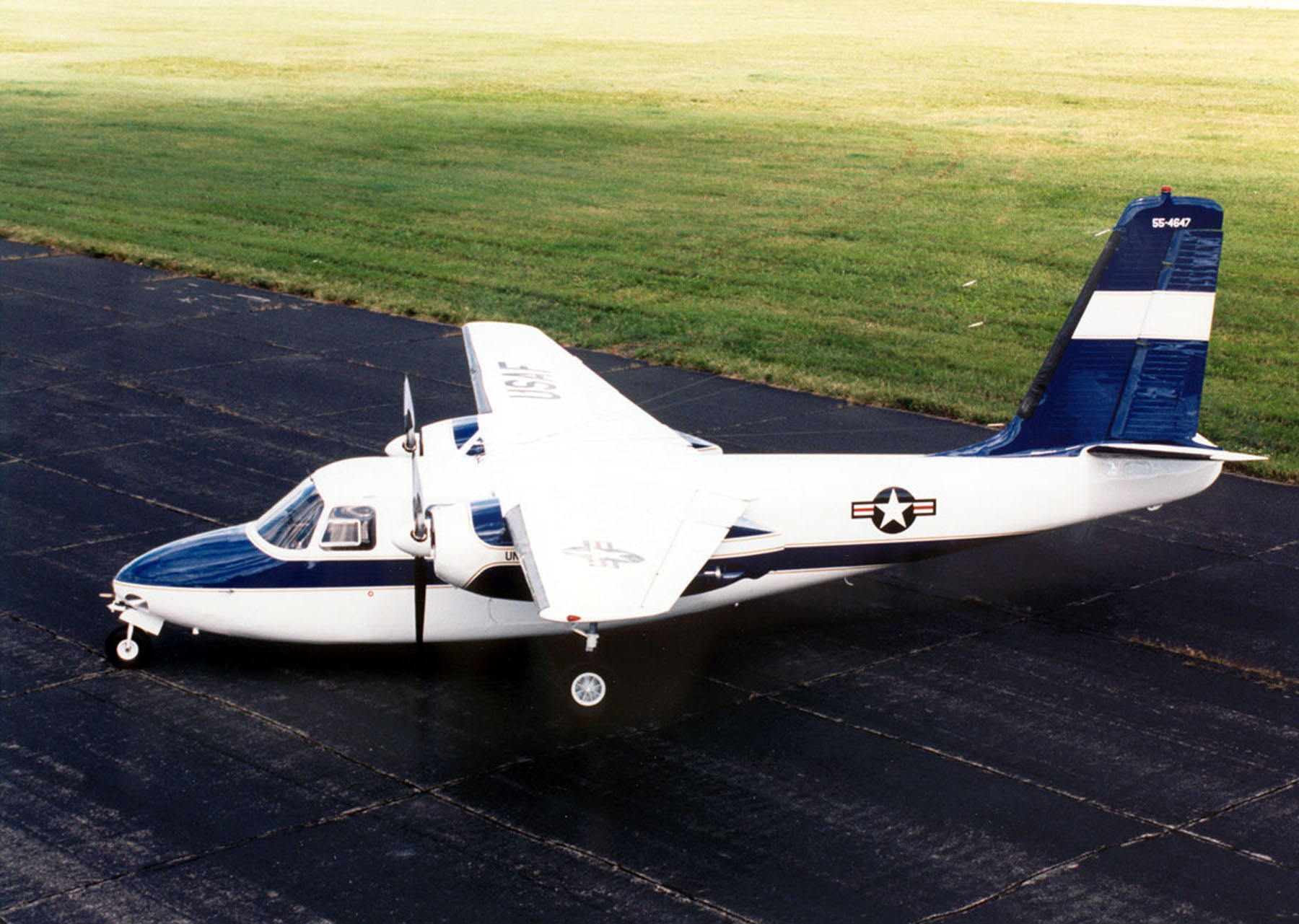
U-4B.

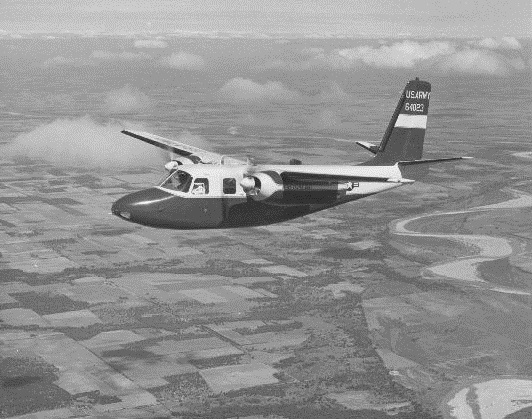
L-26C.

Aero Commander L3805
Prototipo, uno construido, motores Lycoming O-435-A.
Aero Commander 520
Primera versión de producción, un L3805 desarrollado con una aleta más alta y cabina más grande, con dos motores Lycoming GO-435-C de 260 hp, 150 construidos.
Aero Commander 560
Model 520 con cola aflechada, peso al despegue aumentado, siete asientos y motores más potentes (dos Lycoming GO-480B de 270 hp), 80 construidos.
Aero Commander 560A
Nuevo tren de aterrizaje, fuselaje alargado y otros numerosos refinamientos, 99 construidos.
Aero Commander 560E
Alas más grandes y más capacidad de carga, 93 construidos.
Aero Commander 560F
Propulsado con motores Lycoming IGO-540 de 350 hp.
Aero Commander 360
Versión aligerada del 560E con cuatro asientos y dos motores de 180 hp, uno construido.
Aero Commander 500
Versión económica introducida en 1958, es un 560E con motores Lycoming O-540A de 250 hp, 101 construidos.
Aero Commander 500A
Primer modelo de Aero Commander, nuevas góndolas para albergar motores de inyección de combustible Continental IO-470M de 260 hp, 99 construidos.
Aero Commander 500B
500A con motores de inyección de combustible Lycoming IO-540 de 290 hp, 217 construidos.
Aero Commander 500U/Shrike Commander
500B con morro en punta y cola cuadrada, dos motores Lycoming IO-540 290 hp, reemplazó a los 500A, 500B, 560F y 680F, 56 construidos.
Aero Commander 500S/Shrike Commander
500U con cambios menores, 316 construidos.
Aero Commander 680 Super
Desarrollo de 560A con motores sobrealimentados Lycoming GSO-480-A 340 hp y capacidad de combustible aumentada, 254 construidos.
Aero Commander 680E
560E aligerado y tren de aterrizaje del modelo 560A, 100 construidos.
Aero Commander 680F
680E con nuevo tren de aterrizaje y motores sobrealimentados de inyección de combustible Lycoming IGSO-540 de 380 hp y nuevas góndolas, 126 construidos.
Aero Commander 680FP
Versión presurizada modificada desde el 680F, 26 construidos.
Aero Commander 680FL Grand Commander
680F con fuselaje alargado y cola mayor, 157 construidos. Después de 1967 conocido como el Courser Commander.
Aero Commander 680FL/P Grand Commander
Versión presurizada del 680FL, 37 construidos.
Aero Commander 680T Turbo Commander
680FL/P con motores turbohélice Garrett TPE331-43, 56 construidos.
Aero Commander 680V Turbo Commander
680T con peso al despegue aumentado y capacidad de carga ligeramente mejorada, 36 construidos.
Aero Commander 680W Turbo II Commander
680V con morro en punta, aleta cuadrada, una ventana de cabina panorámica y dos pequeñas y radar meteorológico, 46 construidos.
Aero Commander 695A Turbo Commander
Construido para la Administración Nacional Oceánica y Atmosférica.
Rockwell 681 Hawk Commander
680W con mejor presurización, sistema de aire acondicionado y morro, 43 construidos.
Rockwell 681B Turbo Commander
Designación de mercado para la versión económica del 681, 29 construidos.
Rockwell 685 Commander
690 propulsado por dos motores Continental GTSIO-520K de 435 hp, 66 construidos.
Commander 690
681 con nueva sección central del ala y motores movidos más hacia fuera, dos turbohélices Garrett AiResearch TPE331-5-251K, 79 construidos.
Commander 690A
690 con disposición del panel de vuelo cambiada y presurización aumentada, 245 construidos.
Commander 690B
690A con insonorización mejorada y lavabo interno, 217 construidos.
690C Jetprop 840
690B con envergadura aumentada, depósitos de combustible alares húmedos y winglets, dos turbohélices TPE331-5-254K de 840 hp, 136 construidos.
690D Jetprop 900
Similar al 690C con extensión de cabina trasera interna, presurización mejorada y cinco ventanas de cabina cuadradas, 42 construidos.
695 Jetprop 980
Similar al 690C con motores TPE331-10-501K de 735 shp, 84 construidos.
695A Jetprop 1000
690D con peso al despegue mayor y motores TPE331-10-501K más potentes, 101 construidos.
695B Jetprop 1000B
695A con cambios menores, 6 construidos.
Aero Commander 720 AltiCruiser
Versión presurizada del 680, 13 construidos.
YL-26 → YU-9A
Aero Commander 520 evaluado por el Ejército de los Estados Unidos, 3 construidos.
YL-26A
Aero Commander 560 evaluado por la Fuerza Aérea de los Estados Unidos, 1 construido.
L-26B → U-4A
Aero Commander 560A vendidos a la Fuerza Aérea de los Estados Unidos, 14 construidos.
L-26B → U-9B
Aero Commander 560A vendido al Ejército de los Estados Unidos, 1 construido.
L-26C → U-4B
Aero Commander 680 Super vendido a la Fuerza Aérea de los Estados Unidos, 2 construidos.
L-26C → U-9C
Aero Commander 680 Super vendidos al Ejército de los Estados Unidos, 4 construidos.
RL-26D → RU-9D
Commander 680 para el Ejército de los Estados Unidos dotados con SLAR (Radar Aérea de Observación Lateral), dos construidos.
NL-26D → NU-9D
Uno construido.

## Operadores

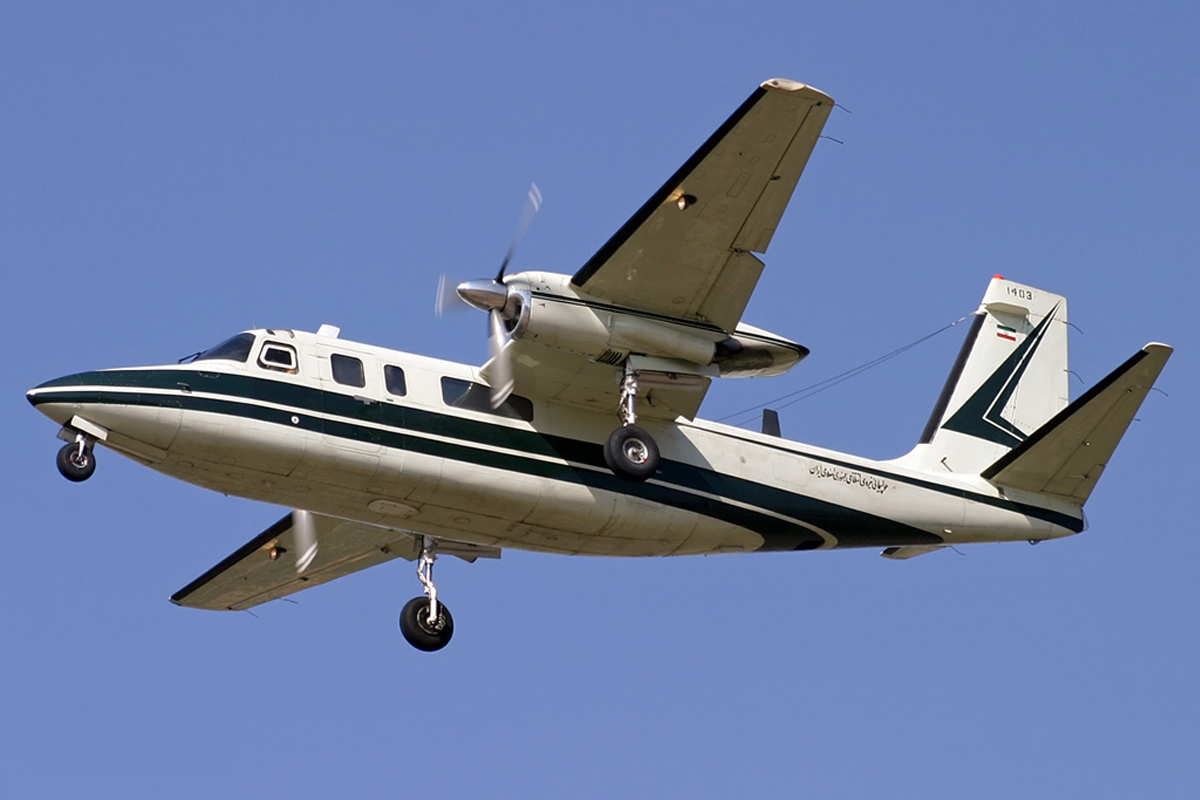
Un Aero Commander 690 de la Aviación de la Policía iraní sobrevolando Teherán en 2009.

### Militares
Argentina
- Fuerza Aérea Argentina: 1x 500B, 27x 500U y 1x 680.[11]
- Ejército Argentino: 680V, 690A.[12]

 Benín
- Fuerza Aérea de Benín: 1x 500B.[13]

 Colombia
- Ejército Nacional de Colombia

 Corea del Sur
- Fuerza Aérea de la República de Corea: 3x 520, 2x 560F.[14]

 Costa de Marfil 
- Fuerza Aérea de Costa de Marfil: 1x 500B.[15]

 Estados Unidos
- Fuerza Aérea de los Estados Unidos como L-26 y U-4.[16]
- Ejército de los Estados Unidos: como L-26 y U-9.

 Filipinas
- Fuerza Aérea de Filipinas: 1x 690.[17]

 Grecia
- Ejército Griego: 2x 680FL.[18]

 Indonesia
- Ejército de Indonesia: 2x 680FL.[19]

 Irán
- Fuerza Aérea de la República Islámica de Irán: 3x 681B.[20]
- Fuerzas de Tierra del Ejército de la República Islámica de Irán: 3x 690, 2x 690A.[21]
- Armada de la República Islámica de Irán: 2x 500S, 2x 690, 6x 690A.[22]

 Kenia
- Fuerza Aérea de Kenia: 1x 680FP (ya no operado).[23]

 Laos
- Fuerza Aérea del Ejército de Liberación Popular Lao: 1x 560 (ya no operado).[24]

 México
- Fuerza Aérea Mexicana: 20x 500.[25]

 Níger
- Fuerzas Armadas Nigerinas: 1x 500B.[26]

 Pakistán
- Fuerza Aérea de Pakistán: 1x 680E (con radar de morro), 1x 680F.[27]
- Ejército de Pakistán: 1x 690B.[28]

 Uruguay
- Fuerza Aérea Uruguaya: 1x 680.

### Civiles
Estados Unidos
- Patrulla de Carretera de Texas

 Irán
- Aviación de la Policía iraní

## Accidentes
- El 19 de junio de 1964, el senador Ted Kennedy volaba como pasajero en un Aero Commander 680 en con malas condiciones meteorológicas desde Washington D. C. a Massachusetts. Se estrelló en un manzanal en la ciudad de Southampton en la aproximación final al Aerpuerto Regional de Westfield-Barnes, cerca de Westfield. El piloto y Edward Musgo, uno de los asesores de Kennedy, fallecieron. Kennedy sufrió daños severos en la espalda, un pulmón perforado, costillas rotas y hemorragia interna.
- El héroe de Segunda Guerra Mundial y actor Audie Murphy murió en un accidente en un Aero Commander 680 mientras volaba como pasajero el 28 de mayo de 1971. La aeronave volaba de noche con mal tiempo y estaba en la aproximación final a Roanoke, Virginia, cuando se estrelló contra la falda de la Brush Mountain cerca de Blacksburg, Virginia, al oeste de Roanoke. Cuatro pasajeros y el piloto fallecieron.
- El 11 de agosto de 2002, el fotógrafo Galen Rowell, su mujer Bárbara Cushman Rowell, el piloto Tom Reid, y la amiga de Reid Carol McAffee murieron en el accidente de un Aero Comandante 690 cerca del Aeropuerto Regional de Sierra Oriental en Bishop, California.

## Especificaciones (Aero Commander 500S)
Referencia datos: Jane's All The World's Aircraft 1976–77

### Características generales
- Tripulación: Dos
- Capacidad: Cuatro pasajeros
- Longitud: 11,2 m (36,8 ft)
- Envergadura: 15 m (49 ft)
- Altura: 4,4 m (14,5 ft)
- Superficie alar: 23,7 m² (255 ft²)
- Perfil alar: NACA 23012 modificado
- Peso vacío: 2102 kg (4632,8 lb)
- Peso máximo al despegue: 3062 kg
- Planta motriz: 2× motor bóxer de seis cilindros refrigerado por aire Lycoming O-540-E1B5.
  - Potencia: 216 kW (298 HP; 294 CV) cada uno.

### Rendimiento
- Velocidad máxima operativa (Vno): 346 km/h (215 MPH; 187 kt)
- Velocidad crucero (Vc): 326 km/h (203 MPH; 176 kt)
- Velocidad de entrada en pérdida (Vs): 109 km/h (68 MPH; 59 kt)
- Velocidad mínima controlable (Vmc): 121 km/h (75 MPH; 65 kt)
- Alcance: 1735 km (937 nmi; 1078 mi)
- Techo de vuelo: 5913 m (19 400 ft)
- Régimen de ascenso: 6,8 m/s (1339 ft/min)

## Aeronaves relacionadas

### Aeronaves similares
- Beechcraft King Air
- Partenavia P.68

### Secuencias de designación
- Secuencia Numérica (interna de Aero Commander): ← 111 - 112 - 200 - 500 - 520 - 560 - 580 - 600 - 680 - 685 - 700 - 720
- Secuencia Numérica (interna de Gulfstream): 550 - 690C - 690D - 695 - 695A - 695B
- Secuencia L-_ (Aviones de Enlace de las USAAF/USAF, 1942-1962): ← L-23 - L-24 - L-25 - L-26 - L-27 - L-28
- Secuencia U-_ (Aviones Utilitarios estadounidenses, 1962-presente): U-1 - U-2 - U-3 - U-4 - U-5 - U-6 - U-7 - U-8 - U-9 - U-10 - U-11 - U-16 →